# Oh Jun-sung
Oh Jun-sung (Koreaans: 오준성), (12 juni 2006) is een Zuid-Koreaans professioneel tafeltennisser. Hij speelt rechtshandig met de shakehandgreep. Hij is een zoon van Oh Sang-eun.